# Црква Светог Јована Богослова у Брестову
Црква Светог Јована Богослова у Брестову, насељеном месту на територији општине Владичин Хан, православни је храм који припада Епархији врањској Српске православне цркве.
Изградња цркве посвећене Светом Јовану Богослову започета је у току 2013. године, благословом Епископа врањског Пахомија, а трудом и залагањем Црквеног одбора, мештана села Брестово и околине.
Камен темељац положио је Епископ врањски Пахомије, 26. септембра 2013. године, као и свечани чин освећења цркве, 8. августа 2016. године. Посебан допринос изградњи цркве дао је Јован Нешић, родом из овог села, који живи у Норвешкој.